# Milan Pokorný
Milan Pokorný (* 30. července 1961) je český novinář, editor, autor literatury faktu, vysokoškolský pedagog, který od května 2016 zastává post ombudsmana Českého rozhlasu.

## Život
V letech 1980 až 1985 vystudoval Filozofickou fakultu Univerzity Karlovy, obor čeština-dějepis (PhDr.). Po aspirantském pobytu na fakultě redaktor literárního časopisu Kmen (později Tvar), od roku 1990 Týdeníku Rozhlas (od roku 1994 šéfredaktor). V letech 1996 až 2007 působil jako šéfredaktor odborných periodik vydávaných ve spolupráci s MPSV, v roce 2007 se vrátil na šéfredaktorský post Týdeníku Rozhlas, jemuž určil nový formát a obsah. Dnes je to kulturní periodikum s důrazem na dominanty vysílání Českého rozhlasu, podporující diskusi o obsahu veřejnoprávního charakteru médií (rubriky Média a společnost, Rozhlasová dílna) a reflexi rozhlasových žánrů (mj. s týmem recenzentů rozhlasových her a dokumentů).
V roce 2002 obhájil na Masarykově univerzitě v Brně rigorózní práci Žánrové a meziliterární aspekty románové epopeje (Ph.D.). Od roku 2006 působí na katedře bohemistiky Jihočeské univerzity České Budějovice, od roku 2007 na Ústavu slovanských studií Masarykovy univerzity Brno. Dlouhodobě se zabývá problematikou mediálních studií (se zaměřením na rozhlas a veřejnoprávní média) a středoevropského areálu (se zaměřením na slovenskou literaturu).
Působí jako editor, je redaktorem více než 100 titulů odborné a beletristické literatury.
V květnu 2016 se stal ombudsmanem Českého rozhlasu. Předtím zastával funkci šéfredaktora Týdeníku Rozhlas.

## Redakční, ediční a překladatelská činnost (výběr)
- Zápisník zahraničních zpravodajů (editor, 1997)
- Sborníky Společnosti Aloise Jiráska (editor, 1998, 2001, 2009)
- Ján Mlynárik: Dějiny Židů na Slovensku (překlad, 2005)
- V hlavní roli rozhlas. Rozhlas v literárních dílech (40dílný cyklus, Týdeník Rozhlas 1991–1995)
- Kapitoly z historie českého rozhlasového vysílání (140dílný cyklus, Týdeník Rozhlas 2003–2005)

## Spolupráce s Českým rozhlasem (výběr)
- Stránky na dobrou noc (1985, 1986)
- Oidipus před sfingou. Dialog o životě a díle J. S. Machara (1988)
- Z málo známé korespondence českých spisovatelů 19. století (1990)
- Nemám vás rád, vypravěči. Nad dílem Jána Vilikovského (1995)
- Romantický realista. Pásmo o G. Pflegerovi-Moravském (1995)
- Karel Kyncl – život jako román (četba na pokračování, 2006)
- RozHraní (2011–2014), Studio Retro (od 2014)
- Schody času (2014)
- Teď pobaví vás amplion (2016)

## Články, rozhovory, recenze, glosy
- Český jazyk a literatura, Dotyky, Estetika, Instinkt, Kultúra a súčasnosť, Ladění, Literární měsíčník, Literární revue, Literárny týždenník, Mladá fronta, Mosty, Národní divadlo informuje, Nové knihy, Opera slavica, Práce, Romboid, Slavia, Slavica Litteraria, Slovenské pohľady, Týdeník Rozhlas, Tvar, Učitelské noviny, Zlatý máj a další

## Studie (výběr)
- Novodobý epos? Žánrové souvislosti masové kultury. In: Literatury v kontaktech (Jazyk – literatura – kultura). Ústav slavistiky FF MU, Brno 2002
- Národní literatura jako filozoficko-historický fenomén v české literatuře 19. století. Estetika 38, č. 2–4, Praha 2002
- K žánrové typologii románu ve slovanských literaturách 19. a 20. století. In: Braslav 1., Bratislava 2003
- Konec románu? Románová epopej a mytologizace. In: Stabilita a labilita žánrů. Slezská univerzita, Opava 2005
- Redakční příprava textu. In: Bohemistika v administrativní praxi. Pedagogická fakulta JČU, České Budějovice 2006
- Románové memoáry. Poznámky k stabilitě a variabilitě žánru. In: Žánrové metamorfózy v středoevropském kontextu III. Žánry živé, mrtvé, revitalizované. Slezská univerzita, Opava 2006
- Mezi žánry a texty. K poetice postmoderny. In: Od teorie jazyka k praxi komunikace. Pedagogická fakulta JČU, České Budějovice 2007
- Česká a slovenská literatura: meziliterární společenství, nebo vzájemnost? In: Zrkadlenie – Zrcadlení. Česko-slovenská revue, Praha 2007
- Ke vztahům české a slovenské filozofie v 19. a 20. století. In: Slavistika dnes. Ústav slavistiky FF MU, Brno 2008
- Českost, slovenskost a československost – problém dvojí identity. In: Česko-slovenské reflexe: 1968 (Jazyk – literatura – kultura). Brněnské texty k slovakistice XII. Ústav slavistiky FF MU, Brno 2009
- K některým aspektům zvukové knihy. In: Kultúra a súčasnosť 7/2009. Univerzita Konštantína Filozofa, Nitra 2009
- K některým zásadám práce nakladatelského redaktora. In: Od teorie k praxi komunikace. Pedagogická fakulta JČU, České Budějovice 2010
- Literární slovacika v produkci a vysílání Českého rozhlasu. In: Středoevropský areál ve vnitřních souvislostech. Česko-slovensko-maďarské reflexe. Masarykova univerzita, Brno 2010
- Redaktor v periodickém tisku. In: Bohemistika v edukačním procesu. Tradice, problémy, perspektivy. JČU České Budějovice, 2012
- Serendipita v literární vědě. Literární kritika a „vysoké žánry“. In: Dialogy o slovanských literaturách: tradice a perspektivy. Litteraria Humanitas XVI. Masarykova univerzita, Brno 2012
- Mezi domovem a světem. K hledání identity v díle Dominika Tatarky. In: Dominik Tatarka v souvislostech světové kultury (jazyk – styl – poetika – překlady). Tribun EU, Brno 2013
- Češi a Slováci ve středoevropských souřadnicích. Dějiny a jejich reflexe. In: Myšlenkové toposy literatury v česko-slovenských souvislostech. Minulost a současnost. Tribun EU, Brno 2014
- Mezi středními Evropami. Poznámky k definici středu. In: Střední Evropa včera a dnes: proměny koncepcí. Galium, Brno 2015
- K vídeňským počátkům areálového pojetí slavistiky. In: Aktuální problémy současné slavistiky. Jazyk – literatura – kultura – politika. Galium, Brno 2015
- "Boj proti formalismu" ve světle intermediálních studií. In: Kontexty literární vědy V. Tribun EU, Brno 2015
- Ztrácení a nalézání v překladu. Praktické poznámky k jazykovému a kulturnímu kontextu. In: Poetika prózy v česko-slovenských souvislostech. Galium, Brno 2016
- Kulturní identita a média. In: Česká slavistika 2018. Galium, Brno 2018
- Doktorská práce. In: Odborné kvalifikační práce v doktorandském studiu. Zásady tvorby, prezentace a obhajoby. ČVUT, Praha 2020
- Jan Blažej Santini – literární postava. In: Opus Santini. ČVUT, Praha 2021
- Střední Evropa – mýtus, legenda, realita. Stredoeurópske pohľady IV/2022

### Audio
- http://hledani.rozhlas.cz/iradio/?query=Milan+Pokorn%C3%BD&reader=&stanice%5B%5D=%C4%8CRo+Dvojka&porad%5B%5D=St%C5%99%C3%ADbrn%C3%BD+v%C3%ADtr
- http://hledani.rozhlas.cz/iradio/?query=Milan+Pokorn%C3%BD&reader=&porad%5B%5D=